# Мергенево
Мергене́во (каз. Мерген) — село у складі Акжаїцького району Західноказахстанської області Казахстану. Адміністративний центр Мергеневського сільського округу.
Населення — 913 осіб (2021; 1043 у 2009, 1405 у 1999, 1507 у 1989).